# Taufbecken (Angicourt)

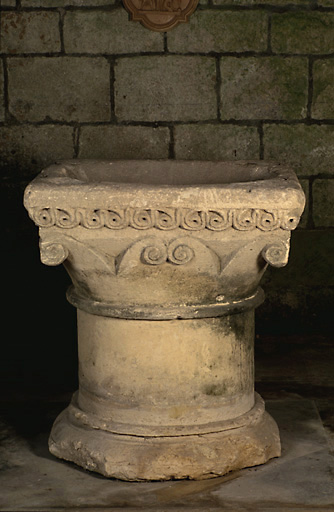
Taufbecken in Angicourt

Das Taufbecken in der katholischen Kirche St-Vaast in Angicourt, einer französischen Gemeinde im Département Oise in der Region Hauts-de-France, wurde im 12. Jahrhundert geschaffen. 
Im Jahr 1862 wurde das romanische Taufbecken als Monument historique in die Liste der geschützten Objekte (Base Palissy) in Frankreich aufgenommen.
Das Taufbecken aus Kalkstein ist aus einem Steinblock gearbeitet. Es steht auf einer runden Basis mit breiter Säule, die oben mit Voluten abschließt. Das rechteckige Becken ist am oberen Rand mit einem rankenförmigen Relief verziert.